# Philippe II (roi séleucide)
Pour les articles homonymes, voir Philippe II.
Philippe II Philoromaios (« L'Ami des Romains »), fils de Philippe Ier Philadelphe, est le dernier roi séleucide. Il règne de 65 à 64 av. J.-C. sous la protection de Pompée, avant que la Syrie ne soit transformée en province romaine.

## Biographie
Fils du roi Philippe Ier, il dispute le trône de Syrie à son cousin Antiochos XIII entre 69 et 64. En 67 il contribue à la guerre de Rome contre les pirates. Il parvient à s'établir à Antioche avec le soutien de Pompée, et cela malgré l'expansion des Nabatéens qui ont capturé son rival. Il meurt dans des conditions obscures durant une émeute à Antioche en 64. La même année Pompée réduit la Syrie à l'état de province romaine.
Aucune pièce de monnaie de Philippe II n'est connue, ce qui est inhabituel pour les souverains séleucides. Cela indiquerait qu'il n'a régné sur aucune ville comportant d'atelier monétaire.
Certains historiens considèrent qu'il y aurait une confusion entre Philippe Ier et Philippe II et qu'il s'agirait de la même personne[réf. nécessaire].